# Tectaria paradoxa
Tectaria paradoxa là một loài thực vật có mạch trong họ Dryopteridaceae. Loài này được (Fée) Sledge miêu tả khoa học đầu tiên năm 1972.

## Hình ảnh

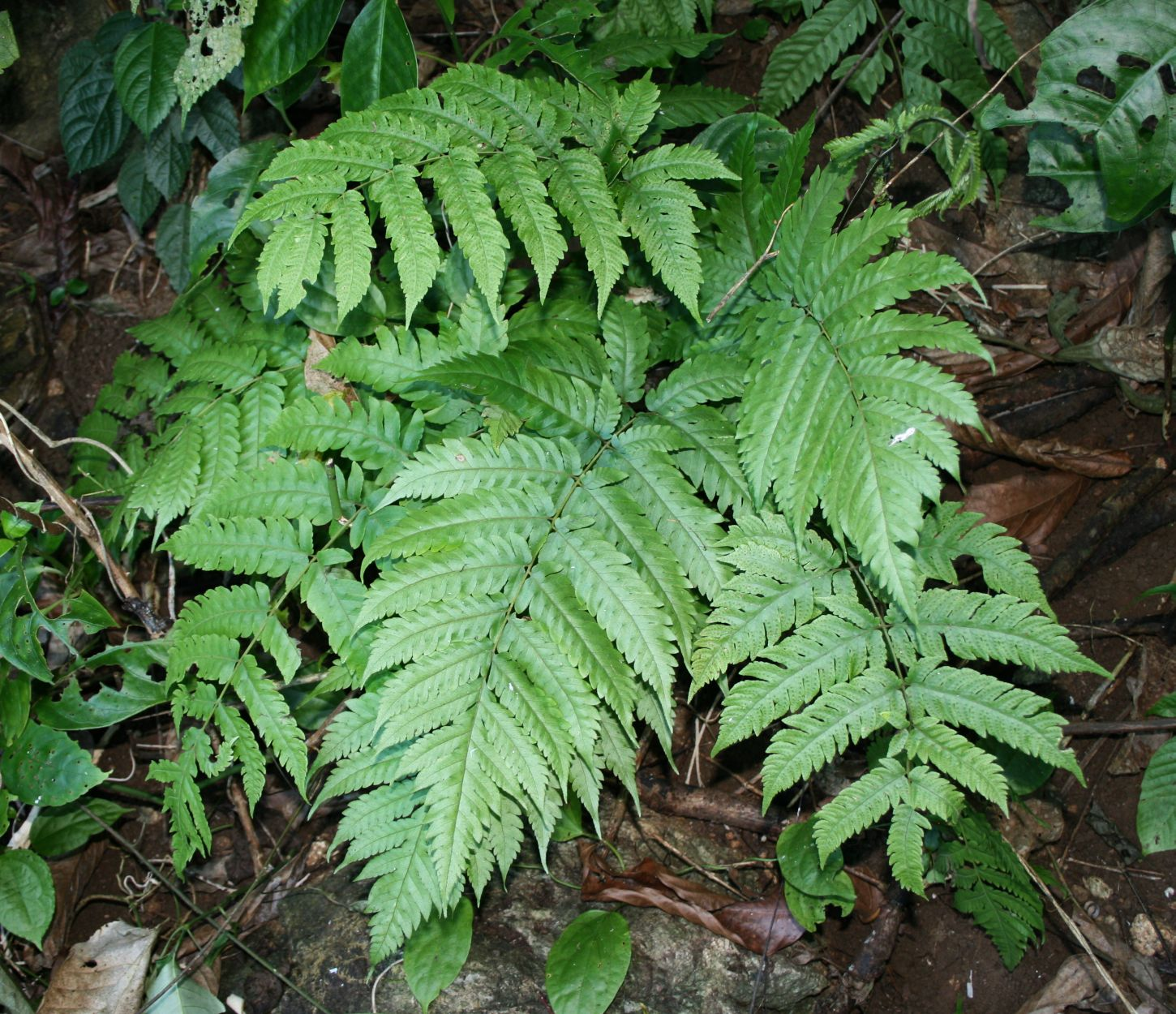
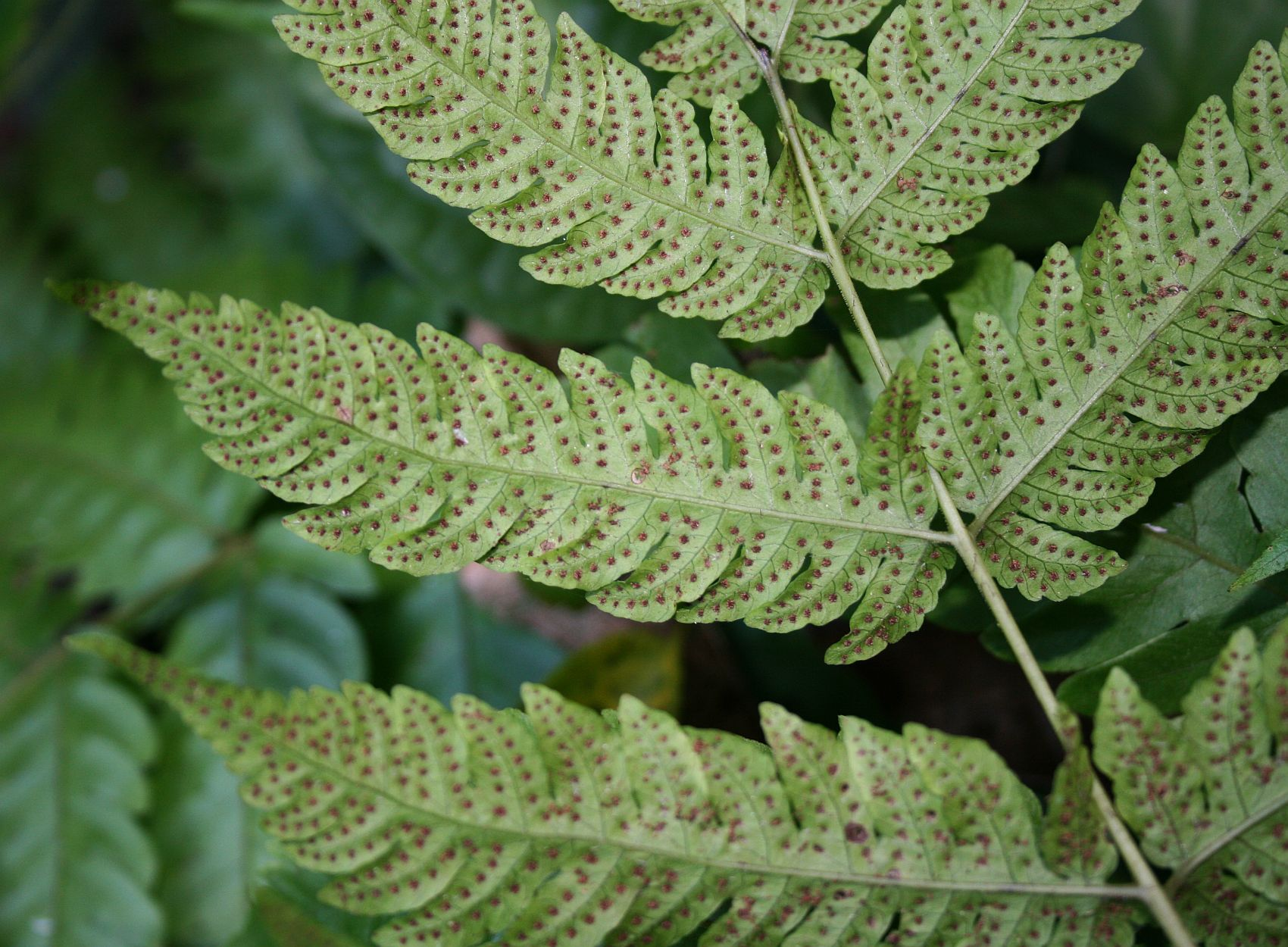